# In Bloom (Neck Deep)
In Bloom è un singolo del gruppo musicale gallese Neck Deep, il quarto estratto dal loro terzo album in studio The Peace and the Panic, pubblicato il 13 agosto 2017 dalla Hopeless Records.

## Tracce
Testi e musiche di Neck Deep, Sebastian Barlow.
1. In Bloom – 3:40

## Video musicale
Il video musicale è stato diretto da Lewis Cater e pubblicato contemporaneamente alla pubblicazione del singolo.

## Critica
La canzone ha raggiunto la 39ª posizione sulla UK Rock & Metal Singles Chart subito dopo la pubblicazione e più tardi ha vinto il Kerrang! Award del 2018 per la migliore canzone.

## Altre versioni
Il 1º agosto 2018 è stato pubblicato l'EP In Bloom: Versions, contenente due reinterpretazioni del brano.
Il 18 agosto 2022 è stato pubblicato un remix di WHOKILLEDXIX.

## Formazione
Formazione come da libretto.
- Ben Barlow – voce
- Sam Bowden – chitarra, cori
- Fil Thorpe-Evans – basso, cori
- Dani Washington – batteria
- Matt West – chitarra

## Classifiche
| Classifica (2017)          | Posizione raggiunta |
| -------------------------- | ------------------- |
| Regno Unito (rock & metal) | 39                  |

## Premi e riconoscimenti
Kerrang! Awards
| Anno | Candidatura | Premio          | Risultato       |
| ---- | ----------- | --------------- | --------------- |
| 2018 | In Bloom    | Miglior singolo | Vincitore/trice |